# NGC 6645
NGC 6645 је расејано звездано јато у сазвежђу Стрелац које се налази на NGC листи објеката дубоког неба.
Деклинација објекта је - 16° 53' 2" а ректасцензија 18h 32m 37,8s. Привидна величина (магнитуда) објекта NGC 6645 износи 8,5. NGC 6645 је још познат и под ознакама OCL 48.